# (Evening) Time to Get Away
"(Evening) Time to Get Away" is een nummer, geschreven door bassist John Lodge. Het nummer verscheen op het studioalbum Days of Future Passed (1967) van The Moody Blues. Zoals de titel suggereert gaan de songteksten over het eindigen van de werkdag en richting huis gaan. Het nummer dient als tweede deel van het voorgaande nummer, "Forever Afternoon (Tuesday?)". 

## Personeel
- Justin Hayward: achtergrondzang, akoestische gitaar
- John Lodge: zang, basgitaar
- Mike Pinder: achtergrondzang, mellotron, piano
- Ray Thomas: achtergrondzang
- Graeme Edge: achtergrondzang, drums, percussie
- Peter Knight en het London Festival Orchestra: orkest